# Coenochilus kamerunensis
Coenochilus kamerunensis är en skalbaggsart som beskrevs av Moser 1918. Coenochilus kamerunensis ingår i släktet Coenochilus och familjen Cetoniidae. Inga underarter finns listade i Catalogue of Life.